# First Pacific
First Pacific est un fonds d'investissement basé à Hong Kong. Principalement actif en Asie, il détient des participations dans des entreprises issues des secteurs de l'agroalimentaire, les télécommunications et les infrastructures.

## Historique
First Pacific est créé en 1981 sous le nom de First Pacific Finance Limited, actif alors dans les services financiers. Ses premiers investissements se font dans des banques : Hibernia Bank en 1982, Hong Nin Savings Bank en 1987. En 1988, First Pacific prend une participation dans Philippine Long Distance Telephone Company et dans Indofood.
En mai 2014, Goodman Fielder est acquis par Wilmar International et First Pacific pour 1,28 milliard de dollars.